# Ooencyrtus ferrierei
Ooencyrtus ferrierei är en stekelart som beskrevs av Shafee, Alam och Agarwal 1975. Ooencyrtus ferrierei ingår i släktet Ooencyrtus och familjen sköldlussteklar. Inga underarter finns listade i Catalogue of Life.